# Бен Лий
Бенджамин Майкъл Лий (на английски: Benjamin Michael Lee), роден на 11 септември, 1978 г. в Сидни, Австралия е австралийски музикант и актьор. Той започва своята музикална кариера на 14-годишна възраст с бандата Noise Addict, но се отклонява към соло кариера, когато бандата се разпада. През 2003 г. Лий се появява като главен герой в австралийския филм The Rage in Placid Lake. Преди време актьорът се среща с Клер Дейнс, но тяхната връзка приключва през 2003 г. Сега той излиза с актрисата Лоун Скай и през януари 2008 г. двойката се сгодява.